# Adecco Ex-Yu kup
Adecco Ex-Yu kup je malo međunarodno košarkaško natjecanje na kojem se natječu muške reprezentacije država bivše Jugoslavije. Sponzor mu je Adecco i igra se po pravilima FIBA-e.
Kosovo, iako je međunarodno priznata država, nije sudjelovalo ni na jednom kupu do danas (stanje 5. kolovoza 2012.).
| Godina       | Domaćin   | Zlato  | Srebro              | Bronca    |
| ------------ | --------- | ------ | ------------------- | --------- |
| 2011. (više) | Slovenija | Srbija | Hrvatska            | Slovenija |
| 2012. (više) | Slovenija | Srbija | Bosna i Hercegovina | Slovenija |